# Seehausen (Niedergörsdorf)
Seehausen ist eine Ortschaft in der Gemeinde Niedergörsdorf im Süden des Landkreises Teltow-Fläming in Brandenburg. 1996 hatte Seehausen 360 Einwohner. Das Angerdorf weist viele Vierseithöfe mit Torhäusern auf; in der Hofmitte stehen teilweise gemauerte Taubenhäuser.

## Geschichte
Seehausen wurde 1385 erstmals urkundlich erwähnt. Aufgrund der planmäßigen Dorfanlage dürfte die Gründung des Dorfes in das späte 12. Jahrhundert fallen. Dafür spricht auch die Dorfkirche, die wohl in das erste Viertel des 13. Jahrhunderts zu datieren ist. Seehausen gehörte bereits zum Zeitpunkt der Ersterwähnung zur Herrschaft Seyda, die der sächsische Kurfürst Friedrich der Weise 1501 kaufte und in ein Amt umwandelte (Amt Seyda).   1813 kam es im Zuge der Befreiungskriege zu Plünderungen und Bränden, bei denen im Pfarrhaus sämtliche kirchlichen Schriften vernichtet wurden. Als Folge des Wiener Kongresses wurde Seehausen 1815 preußisch und kam zum Landkreis Schweinitz (Provinz Sachsen). 1952 wurde der Landkreis Schweinitz aufgelöst, Seehausen kam nun zum neuen Kreis Jüterbog, der in der Kreisreform mit zwei weiteren Kreisen zum Landkreis Teltow-Fläming zusammengelegt wurde. 1992 hatte sich Seehausen dem Amt Niedergörsdorf angeschlossen, das mit der Gründung der Gemeinde Niedergörsdorf wieder aufgelöst wurde. Seitdem ist Seehausen ein Ortsteil der Gemeinde Niedergörsdorf.

## Sehenswürdigkeiten

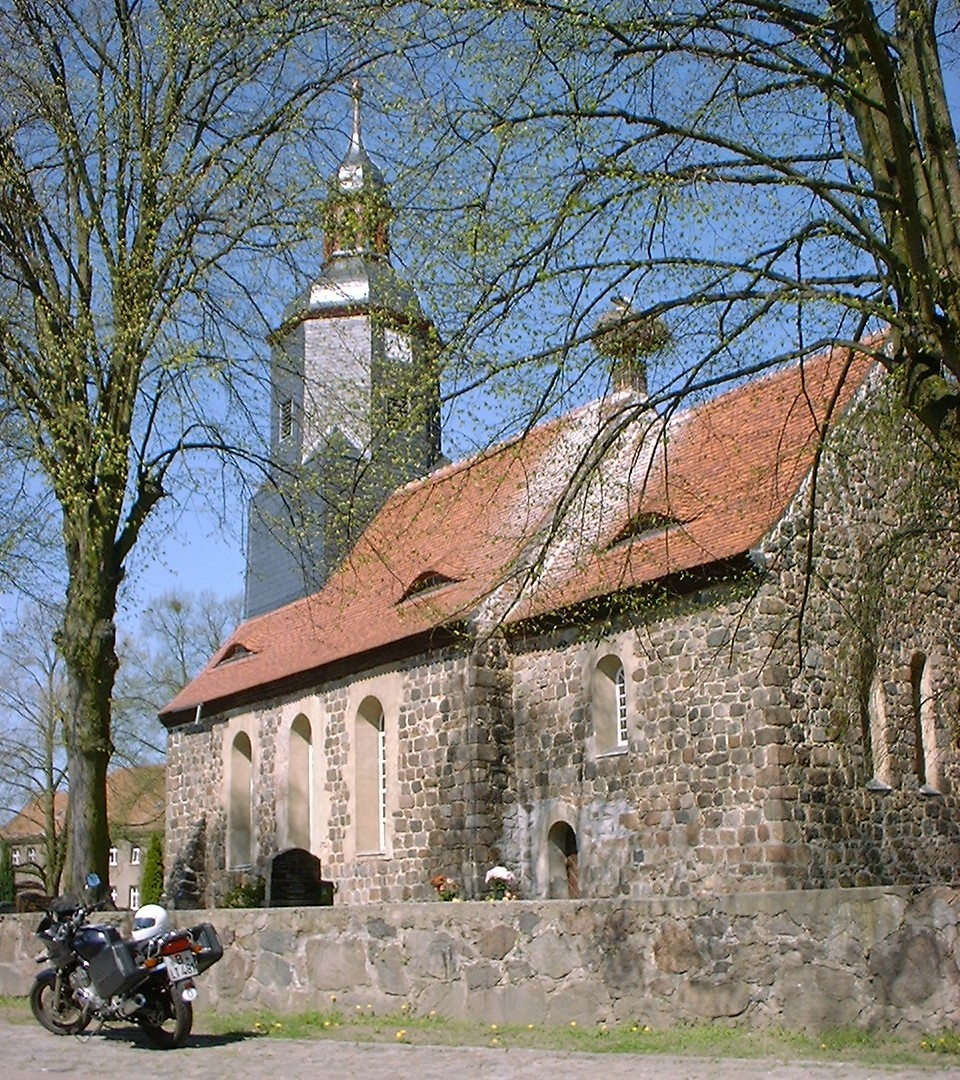
Feldsteinkirche

Die spätromanische Dorfkirche wurde in der ersten Hälfte des 13. Jahrhunderts aus Feldstein erbaut. Die Kirche steht unter Denkmalschutz. Die barocke Balkendecke stammt von 1682, der Fachwerkturm mit Haube und Laterne von 1733, die Ausstattung aus dem 17. und 18. Jahrhundert. Der Fachwerkturm wurde 1978 verschiefert.
Der Dorfanger mit Linden und Teichen bildet den Mittelpunkt des Dorfes.